# تیروآ
تیروآ (به اسپانیایی: Tirúa) یک شهرستان در شیلی است که در استان آرائوکو واقع شده‌است. تیروآ ۶۲۴٫۴ کیلومتر مربع مساحت و ۹٬۶۴۴ نفر جمعیت دارد و ۱۴ متر بالاتر از سطح دریا واقع شده‌است.